# 姚偉彬
姚伟彬（葡萄牙語：Iu Vai Pan，1957年—），男，广东新会人，生于澳门，中国教育家，曾任澳门大学校长。曾擔任澳門大學何鴻燊東亞書院院長。
已於2024年7月下旬退休。

## 生平
1979年毕业于香港浸会学院。1981年获英国南安普顿大学硕士学位。1986年获香港大学博士学位。1999年至2008年任澳门大学校长。2010年赴英国剑桥大学任访问学者。